# Kepler-48d
Kepler-48d es un planeta extrasolar que forma parte un sistema solar formado por al menos cuatro planetas. Orbita la estrella denominada Kepler-48, situada en la constelación del cisne. Fue descubierto en el año 2012 por la satélite Kepler por medio de tránsito astronómico.

## Enlaces extaernos
- “Validation of Kepler's Multiple Planet Candidates. II: Refined Statistical Framework and Descriptions of Systems of Special Interest” by Jack J. Lissauer, et al. NASA Ames Research Center, Moffett Field, CA 94035, USA
- “Validation of Kepler's Multiple Planet Candidates. III: Light Curve Analysis & Announcement of Hundreds of New Multi-planet Systems” by Jason F. Rowe, et al. NASA Ames Research Center, Moffett Field, CA 94035 and SETI Institute, Mountain View, CA 94043, USA

- Datos: Q19060931